# La Dordogne quercynoise
Le site La Dordogne quercynoise est une zone naturelle d'intérêt écologique, faunistique et floristique (ZNIEFF) française des départements de la Corrèze et de la Dordogne, en région Nouvelle-Aquitaine, et du Lot, en région Occitanie.

## Situation
Limité aux départements de la Corrèze, de la Dordogne et du Lot, le site « la Dordogne quercynoise » correspond essentiellement au lit mineur de la Dordogne, depuis Astaillac et Gagnac-sur-Cère à l'est, jusqu'à Peyrillac-et-Millac et Le Roc à l'ouest, ainsi qu'aux « milieux riverains comme les prairies de fauche, les boisements alluviaux, les îles, les bras morts », ; il s'étend sur 2 081 hectares, sur le territoire de 24 communes riveraines de la Dordogne, deux en Corrèze, deux en Dordogne et vingt dans le Lot.

## Description
Le site « La Dordogne quercynoise » est une zone naturelle d'intérêt écologique, faunistique et floristique (ZNIEFF) de type I, c'est-à-dire qu'elle est de superficie réduite, avec des espaces homogènes d'un point de vue écologique et qu'elle abrite au moins une espèce et/ou un habitat rares ou menacés, d'intérêt aussi bien local que régional, national ou communautaire et est inclus territorialement dans la ZNIEFF de type II quatre fois plus étendue « Vallée de la Dordogne quercynoise »,.
Le site est composé à 48 % d'eaux courantes, à 23 % de cultures, à 15 % de forêts caducifoliées, à 8 % de landes fruticées, pelouses et prairies, à 2 % de forêts de conifères, à 2 % de vergers, bosquets ou plantations d'arbres, à 1 % de rochers, éboulis et sables et à 1 % de villes, villages et sites industriels.
Des recensements y ont été effectués aux niveaux faunistique et floristique.

La Dordogne quercynoise
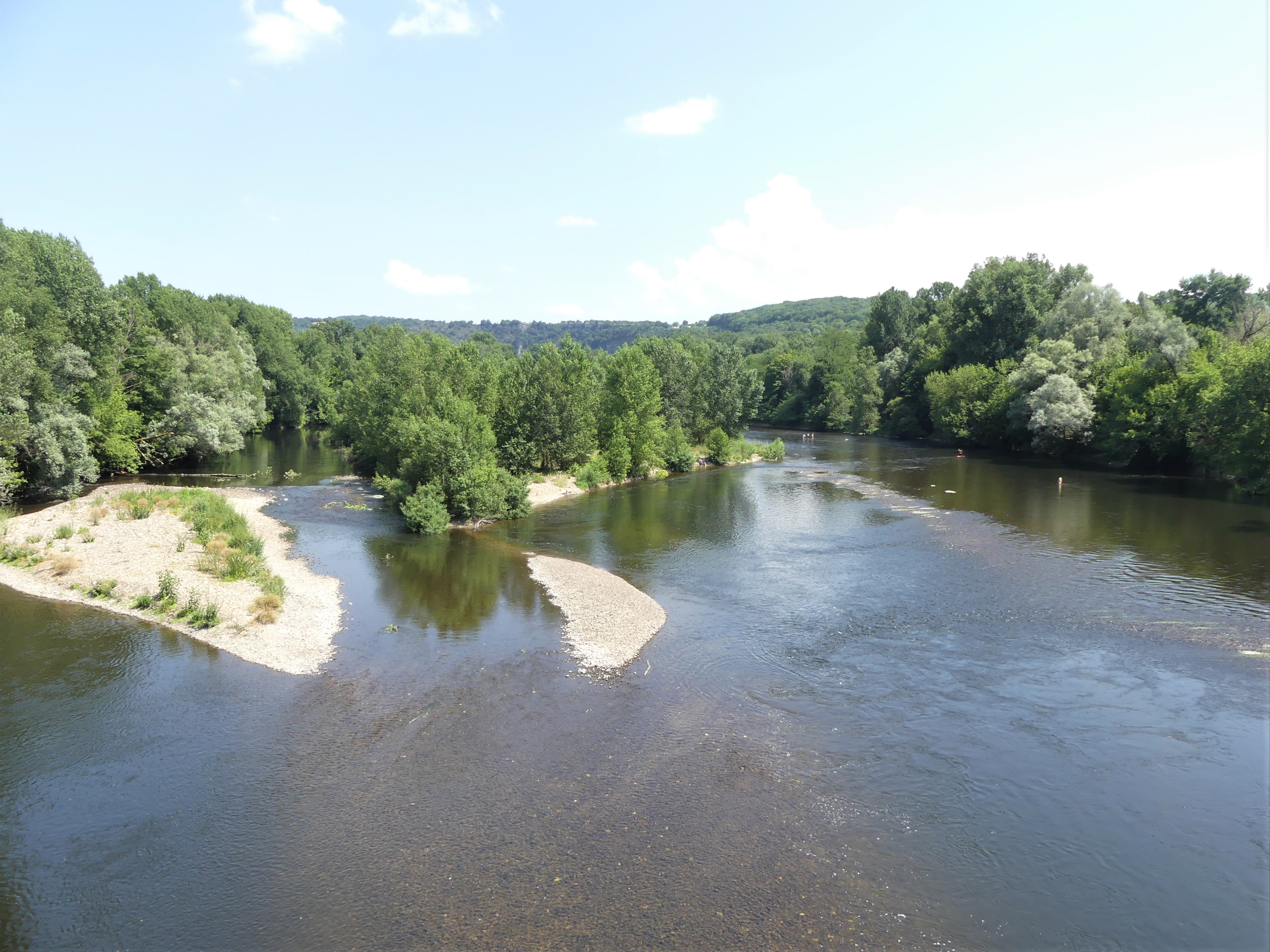
Au pont de Gluges, entre Martel à gauche et Montvalent à droite.
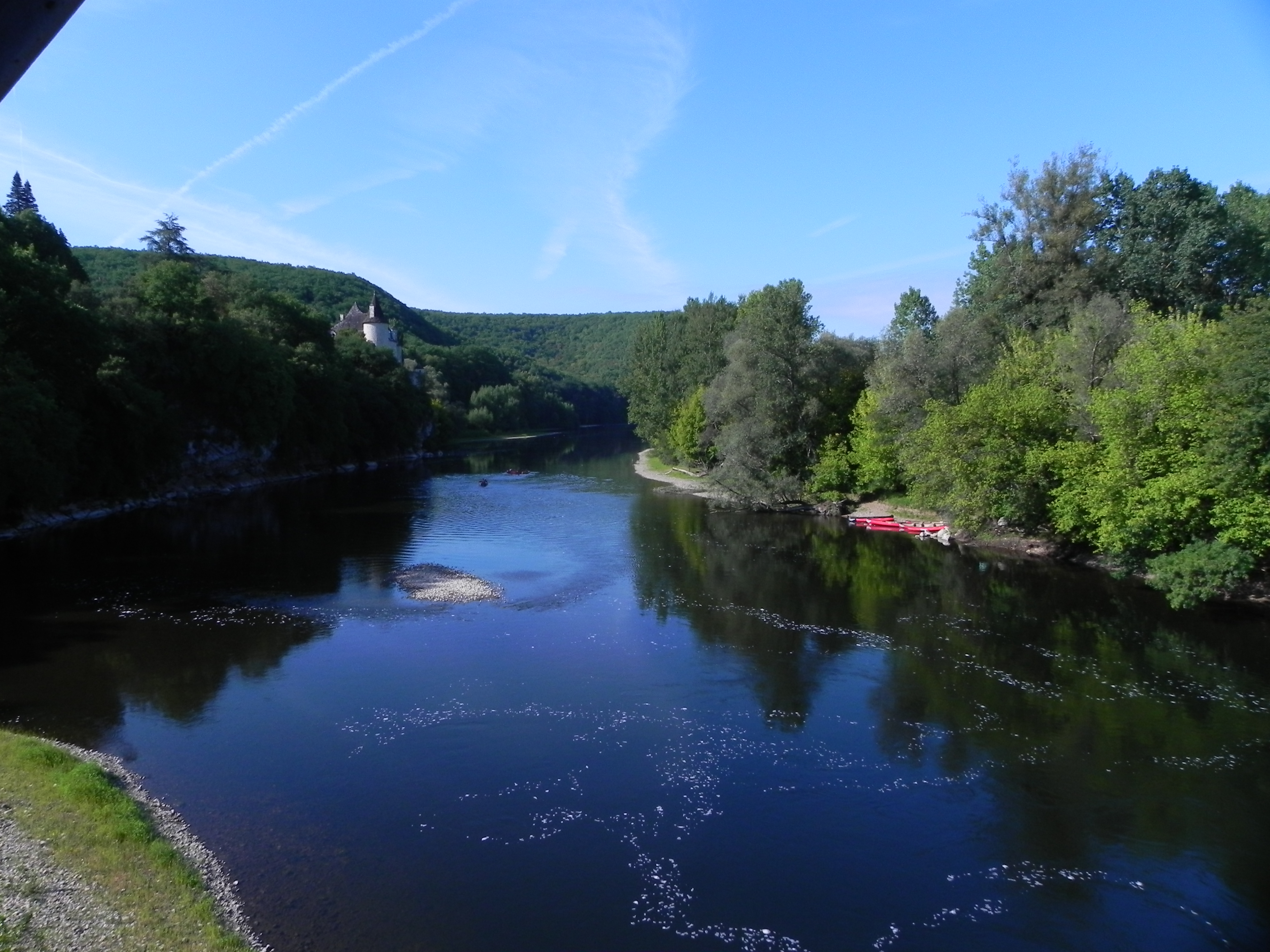
Au niveau de la RD 43, entre Lacave à gauche et Pinsac en rive opposée.
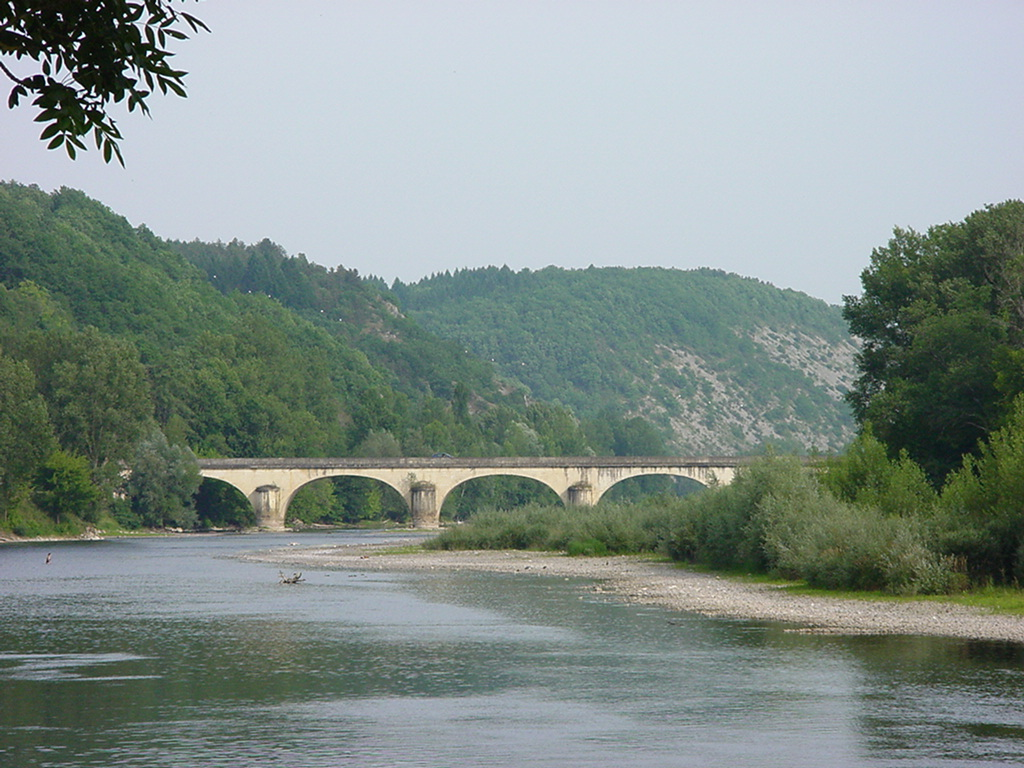
Le pont de la RD 820 entre Souillac et Lanzac.
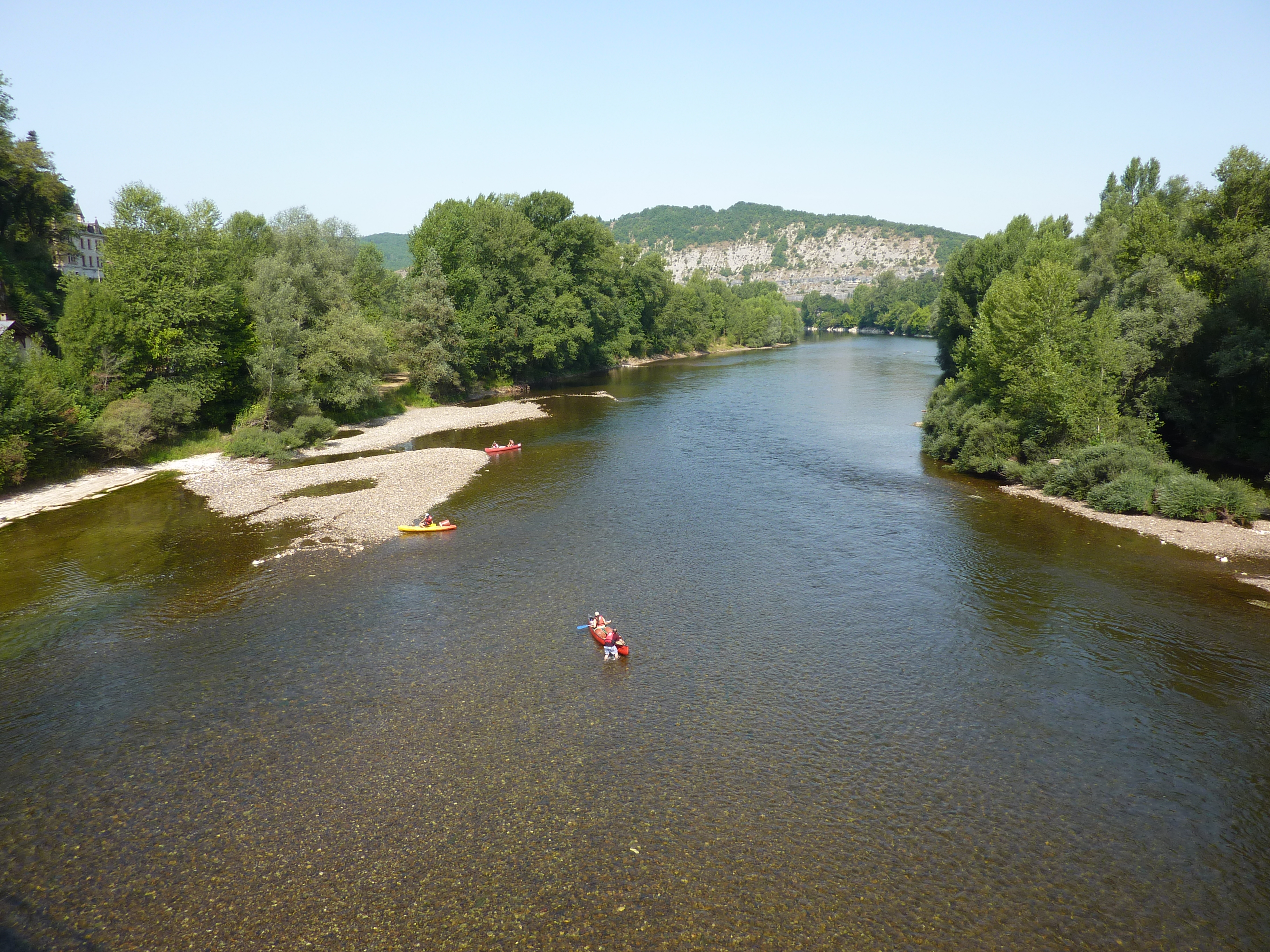
Au pont de Cieurac, à Lanzac.
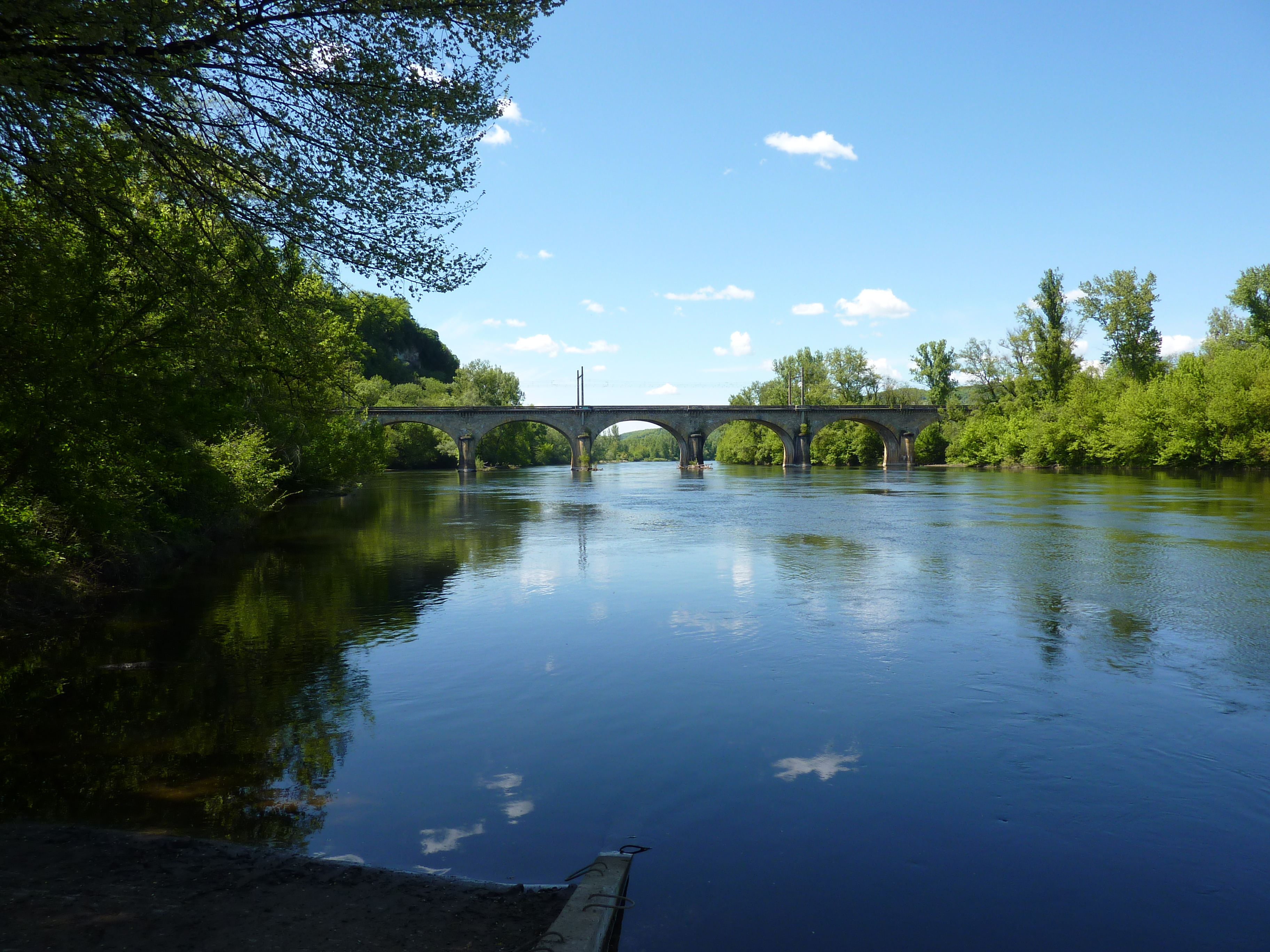
En amont du viaduc de Mareuil entre Le Roc à gauche et Peyrillac-et-Millac en rive opposée.

## Faune recensée

### Espèces animales déterminantes
De 1980 à 2007, soixante-six espèces déterminantes animales y ont été répertoriées :
- quarante-trois insectes dont :
  - trente-trois coléoptères entre 1980 et 2005 : Abdera flexuosa (en), Aeletes atomarius (sv), Agnathus decoratus, Ampedus cardinalis (sv), Ampedus cinnaberinus, Ampedus pomorum, Ampedus rufipennis, Ampedus sanguinolentus, Biphyllus lunatus (en), Bolitophagus reticulatus (de), Brachygonus megerlei, le Cardiophore des graminées (Cardiophorus gramineus (de), le Clairon porte-croix (Opilo mollis (en)), Dissoleucas niveirostris (de), Drapetes mordelloides (sv), Elater ferrugineus (en), Ischnodes sanguinicollis (de), Ischnomera caerulea (sv), Ischnomera cyanea (de), Liocola lugubris (de), Megapenthes lugens (en), Melandrya barbata (sv), Microrhagus lepidus (sv), Microrhagus pygmaeus, Oplosia cinerea (en), Platydema violacea (sv), le Prione tanneur (Prionus coriarius), Procraerus tibialis (sv), Pycnomerus terebrans, Stenagostus rhombeus (sv), Tetratoma fungorum (sv), Tillus elongatus et Tropideres albirostris (sv),
  - deux lépidoptères entre 1997 et 2007 : le Cuivré des marais (Lycaena dispar) et le Damier de la succise (Euphydryas aurinia),
  - quatre odonates entre 1996 et 2006 : l'Agrion de Mercure (Coenagrion mercuriale), la Cordulie à corps fin (Oxygastra curtisii), le Gomphe à crochets (Onychogomphus uncatus) et la Naïade aux yeux rouges (Erythromma najas),
  - quatre orthoptères entre 1992 et 2007 : le Criquet des jachères (Chorthippus mollis (en) mollis), le Grillon des torrents (Pteronemobius lineolatus (sv), l'Œdipode aigue-marine (Sphingonotus caerulans caerulans) et le Tétrix méridional (Paratettix meridionalis) ;
- quatre crustacés en 1998 : Caecosphaeroma burgundum (sv), Niphargus ladmiraulti, Salentinella petiti et Stenasellus virei (sv) ;
- deux mammifères en 2001 et 2004 : la Loutre d'Europe (Lutra lutra) et la Martre des pins (Martes martes) ;
- deux mollusques en 2001 : la Bythinelle de Padirac (Bythinella padiraci (en)) et Moitessieria rolandiana (en) ;
- neuf oiseaux entre 1980 et 2007 : l'Alouette lulu (Lullula arborea), le Faucon pèlerin (Falco peregrinus), l'Hirondelle de rivage (Riparia riparia), la Huppe fasciée (Upupa epops), le Petit Gravelot (Charadrius dubius), le Pic mar (Dendrocopos medius), la Pie-grièche à tête rousse (Lanius senator), le Torcol fourmilier (Jynx torquilla) et la Tourterelle des bois (Streptopelia turtur) ;
- six poissons entre 1988 et 2005 : l'Anguille d'Europe (Anguilla anguilla), le Chabot (Cottus)[6], le Grand brochet (Esox lucius), la Grande alose (Alosa alosa), la Lamproie marine (Petromyzon marinus) et le Saumon atlantique (Salmo salar).

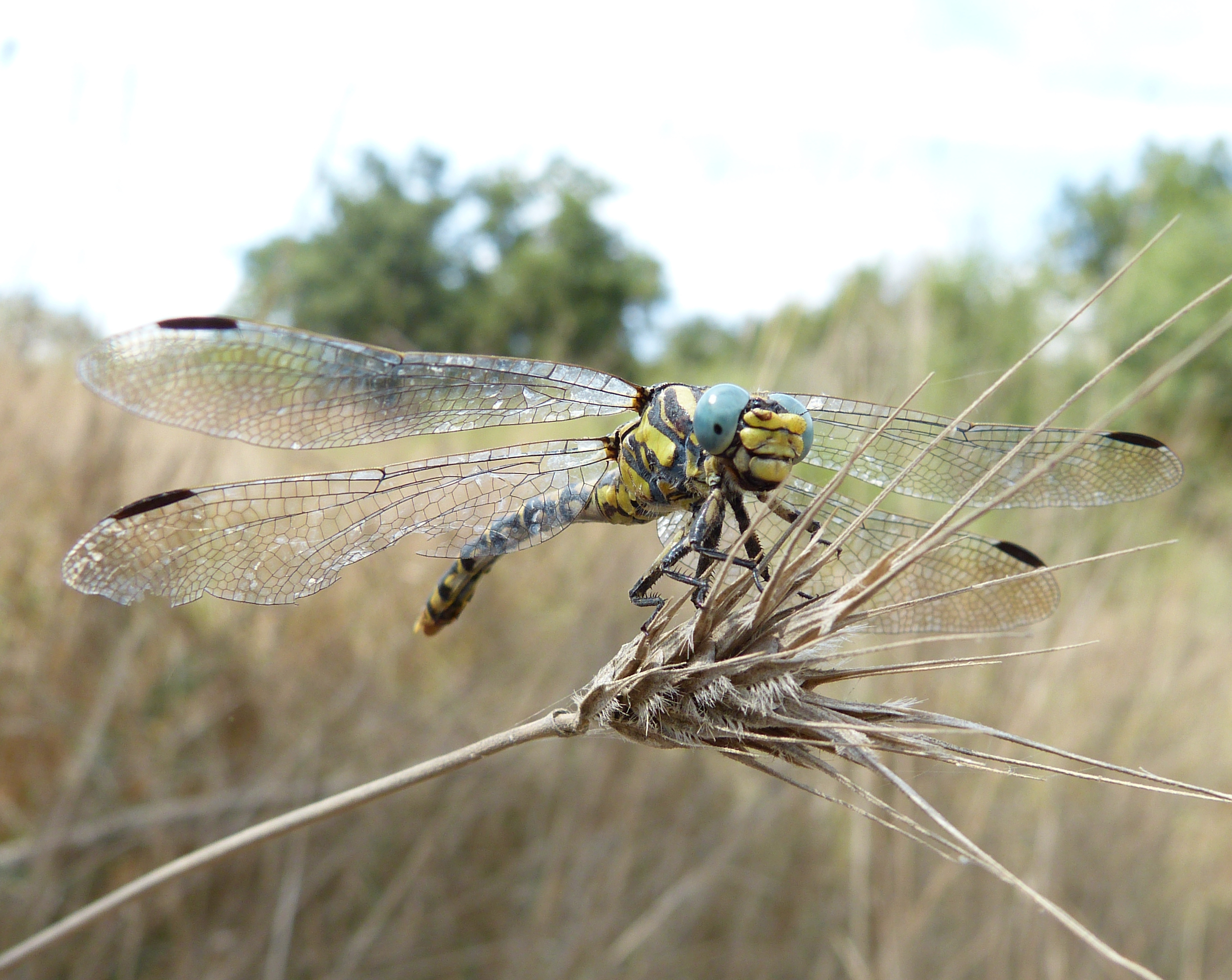
Gomphe à crochets.
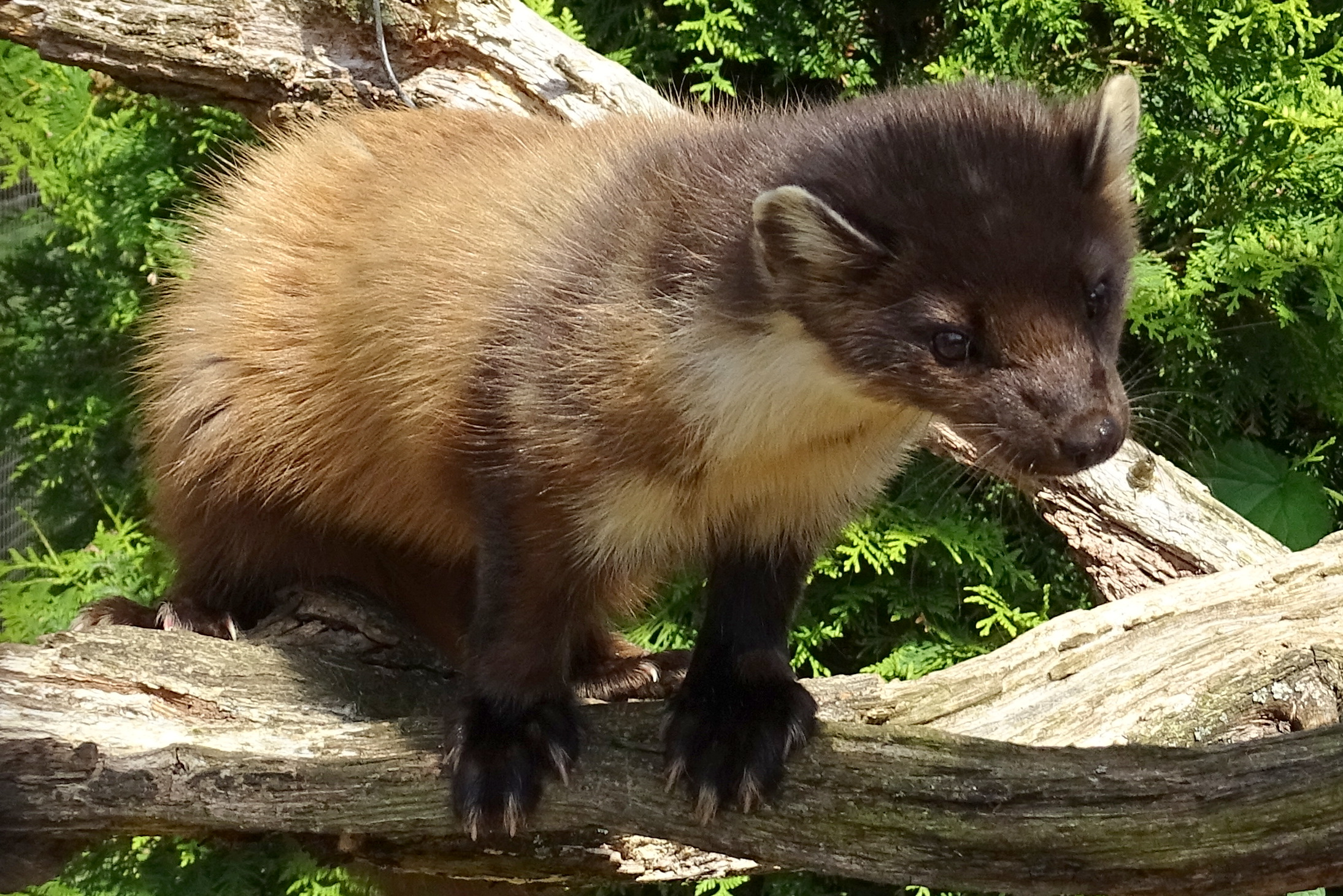
Martre des pins.
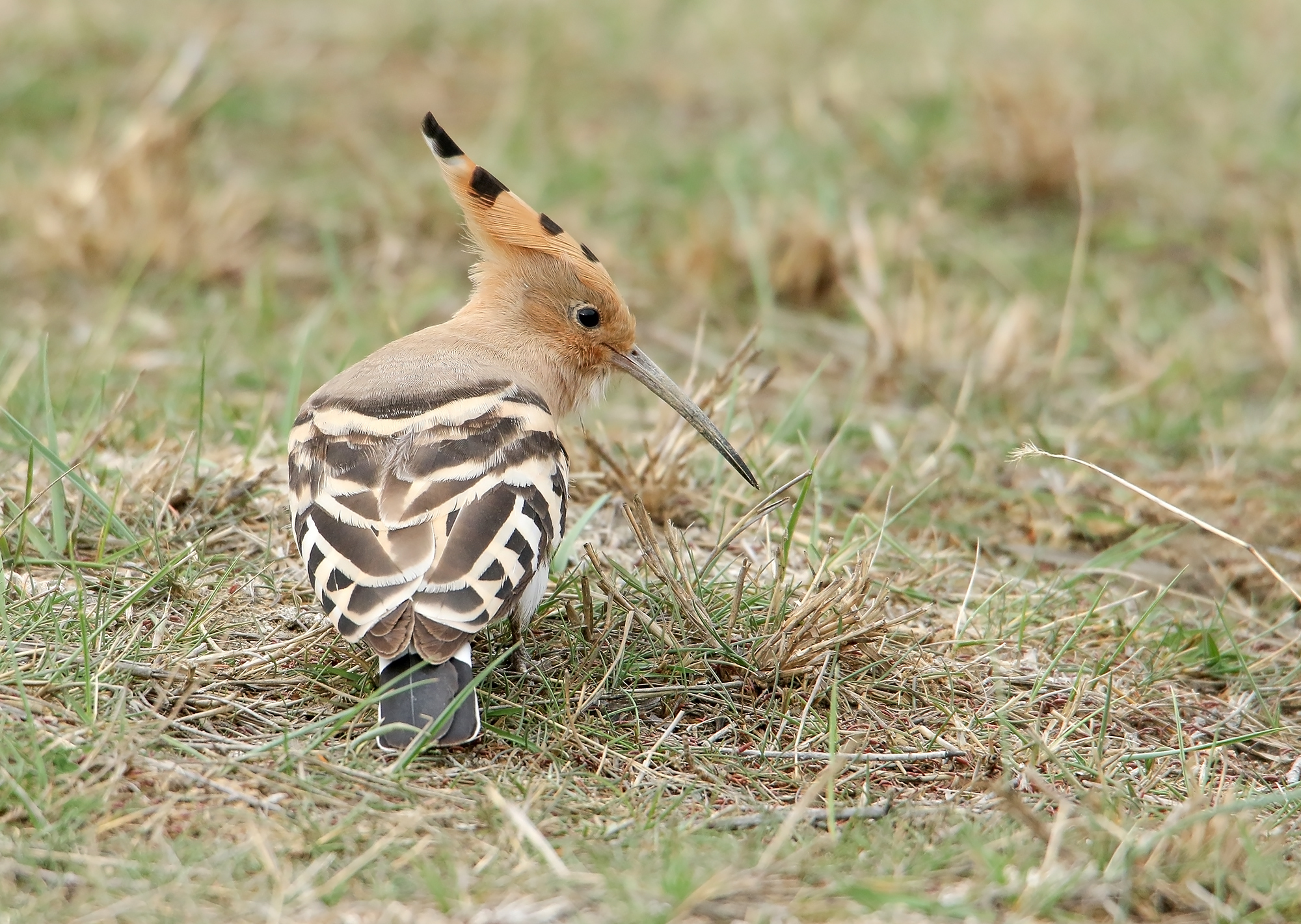
Huppe fasciée.
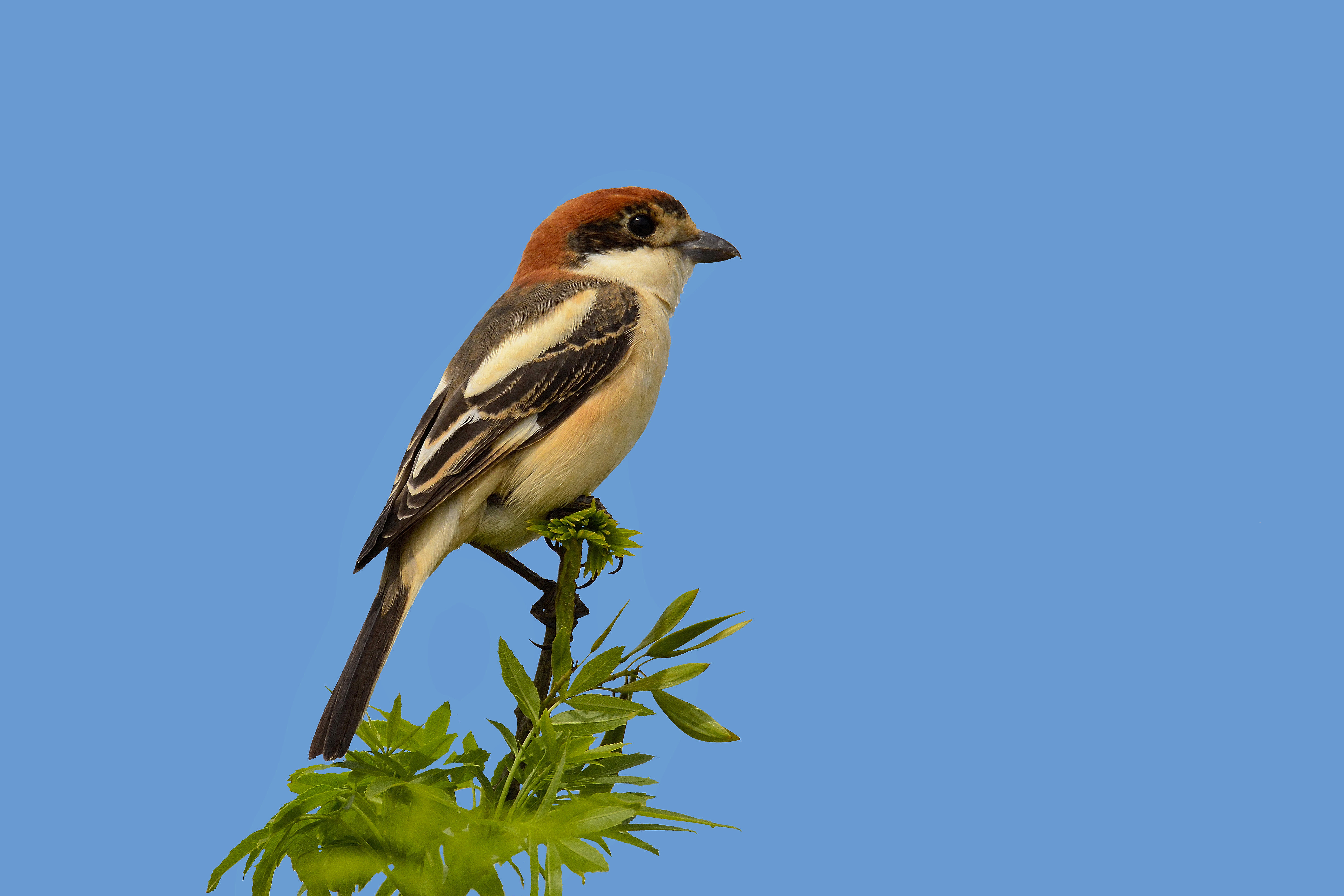
Pie-grièche à tête rousse.
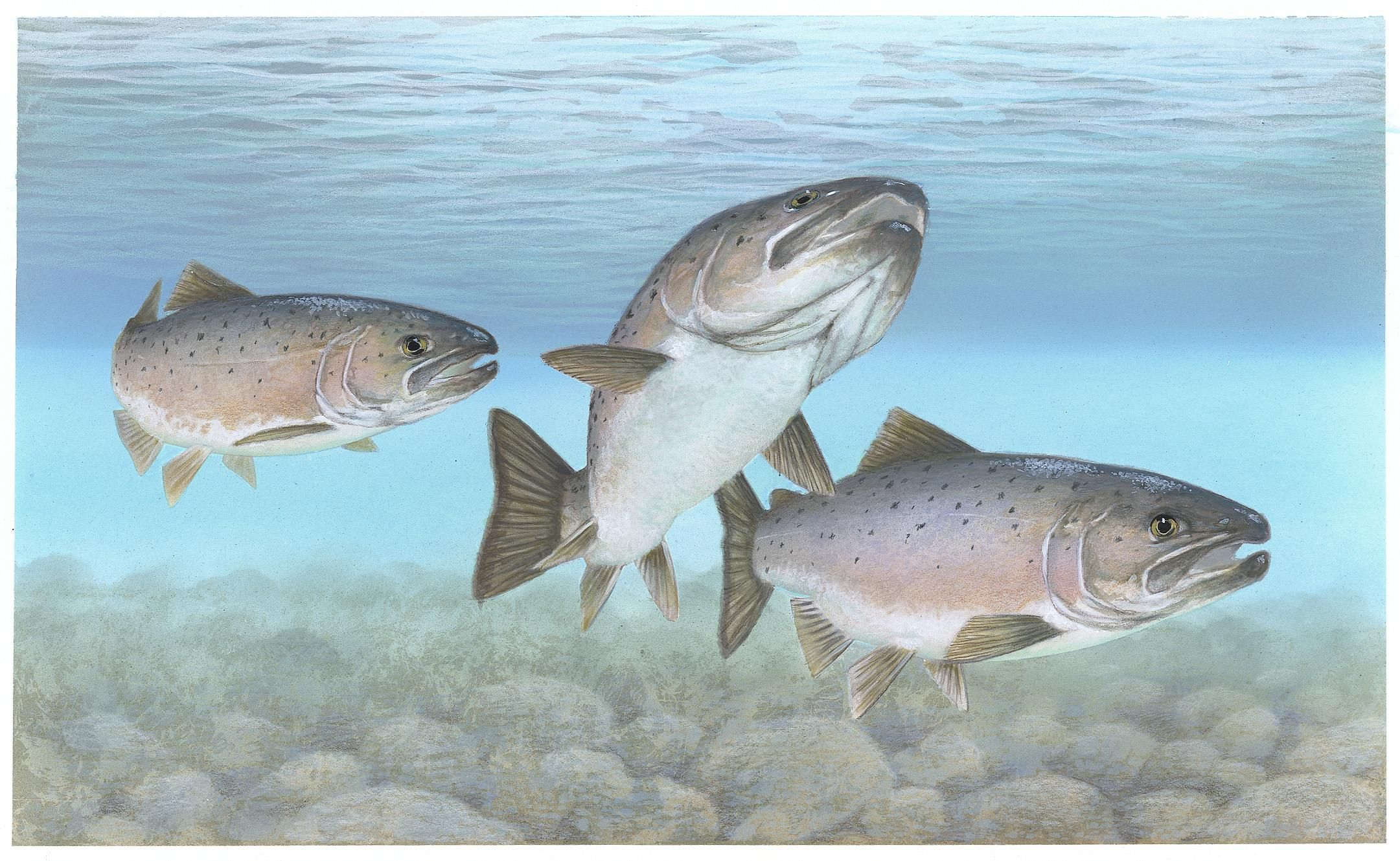
Dessin de Saumons atlantiques.

### Autres espèces animales
Deux autres espèces d'orthoptères — non déterminantes — y ont été recensées entre 1996 et 2006 : le Grillon bordelais (Eumodicogryllus bordigalensis) et le Grillon des marais (de) (Pteronemobius heydenii).

### Protection de la faune
Une espèce de gastéropodes de la ZNIEFF, Moitessieria rolandiana, est protégée sur l'ensemble du territoire français.
Les quatre espèces de libellules de la ZNIEFF, l'Agrion de Mercure, la Cordulie à corps fin, le Gomphe à crochets et la Naïade aux yeux rouges, sont protégées au titre de la Directive habitats de l'Union européenne et donc sur l'ensemble du territoire français.
Les deux espèces mammifères de la ZNIEFF, la Loutre d'Europe et la Martre des pins, sont protégées au titre de la Directive habitats de l'Union européenne mais paradoxalement seule la Loutre est protégée sur l'ensemble du territoire français, la Martre des pins étant considérée comme gibier autorisé à la chasse.
Trois espèces d'oiseaux de la ZNIEFF, l'Alouette lulu, le Faucon pèlerin et le Pic mar, sont protégées au titre de la Directive oiseaux de l'Union européenne ; elles sont donc protégées sur l'ensemble du territoire français, tout comme cinq autres : l'Hirondelle de rivage, la Huppe fasciée, le Petit Gravelot, la Pie-grièche à tête rousse et le Torcol fourmilier.
Trois espèces de poissons de la ZNIEFF, la Grande alose, la Lamproie marine et le Saumon atlantique, sont protégées au titre de la Directive habitats de l'Union européenne ; elles sont donc protégées sur l'ensemble du territoire français, tout comme le Grand brochet .

## Flore recensée

### Espèces végétales déterminantes
De 1991 à 2009, cinquante espèces déterminantes végétales ont été recensées sur la ZNIEFF dont :
- un bryophyte : la Riccie flottante (Riccia fluitans),
- quarante-huit phanérogames : l'Ache inondée (Helosciadium inundatum), l'Adoxe musquée (Adoxa moschatellina), la Balsamine des bois (Impatiens noli-tangere), le Bunias fausse-roquette (Bunias erucago), le Cerfeuil doré (Chaerophyllum aureum), l'Épiaire des marais (Stachys palustris), l'Éragrostide poilue (Eragrostis pilosa), le Flûteau nageant (Luronium natans), le Géranium livide (Geranium phaeum), la Gesse des bois (Lathyrus sylvestris), le Gypsophile des murailles (Psammophiliella muralis (en)), l'Isnardie des marais (Ludwigia palustris), l'Isolépis sétacé (Isolepis setacea), le Jonc fleuri (Butomus umbellatus), le Jouet-du-vent (Apera spica-venti), la Laîche à épis grêles (Carex strigosa), la Laîche appauvrie (Carex depauperata), la Laîche fausse-brize (Carex pseudobrizoides (en)), la Laîche faux souchet (Carex pseudocyperus), la Lentille d'eau à trois sillons (Lemna trisulca), la Lindernie rampante (Lindernia procumbens, la Lunaire vivace (Lunaria rediviva), le Lupin réticulé (Lupinus angustifolius subsp. reticulatus), la Morène (Hydrocharis morsus-ranae), la Pariétaire officinale (Parietaria officinalis), le Pâturin des marais (Poa palustris), le Persil des montagnes (Oreoselinum nigrum), la Petite Renouée (Persicaria minor (en)), le Plantain d'eau à feuilles lancéolées (Alisma lanceolatum), le Potamot brillant (Potamogeton nitens), le Potamot de Berchtold (Potamogeton berchtoldii), le Potamot des Alpes (Potamogeton alpinus), le Potamot filiforme (Potamogeton trichoides), le Potamot noueux (Potamogeton nodosus), le Potamot perfolié (Potamogeton perfoliatus), la Pulicaire commune (Pulicaria vulgaris), la Renoncule aquatique (Ranunculus aquatilis), le Rorippe amphibie (Rorippa amphibia), la Salicaire pourpier (Lythrum portula), le Scandix d'Espagne (Scandix pecten-veneris subsp. hispanica), le Scirpe à inflorescence ovoïde (Eleocharis ovata), le Scirpe épingle (Eleocharis acicularis), le Silène à bouquets  (Silene armeria ), le Silène de France (Silene gallica), le Souchet de Michel (Cyperus michelianus, le Souchet jaunâtre (Cyperus flavescens), la Véronique faux mouron (Veronica anagalloides) et la Vesce velue (Vicia villosa).
- un ptéridophyte : la Prêle d'hiver (Equisetum hyemale).

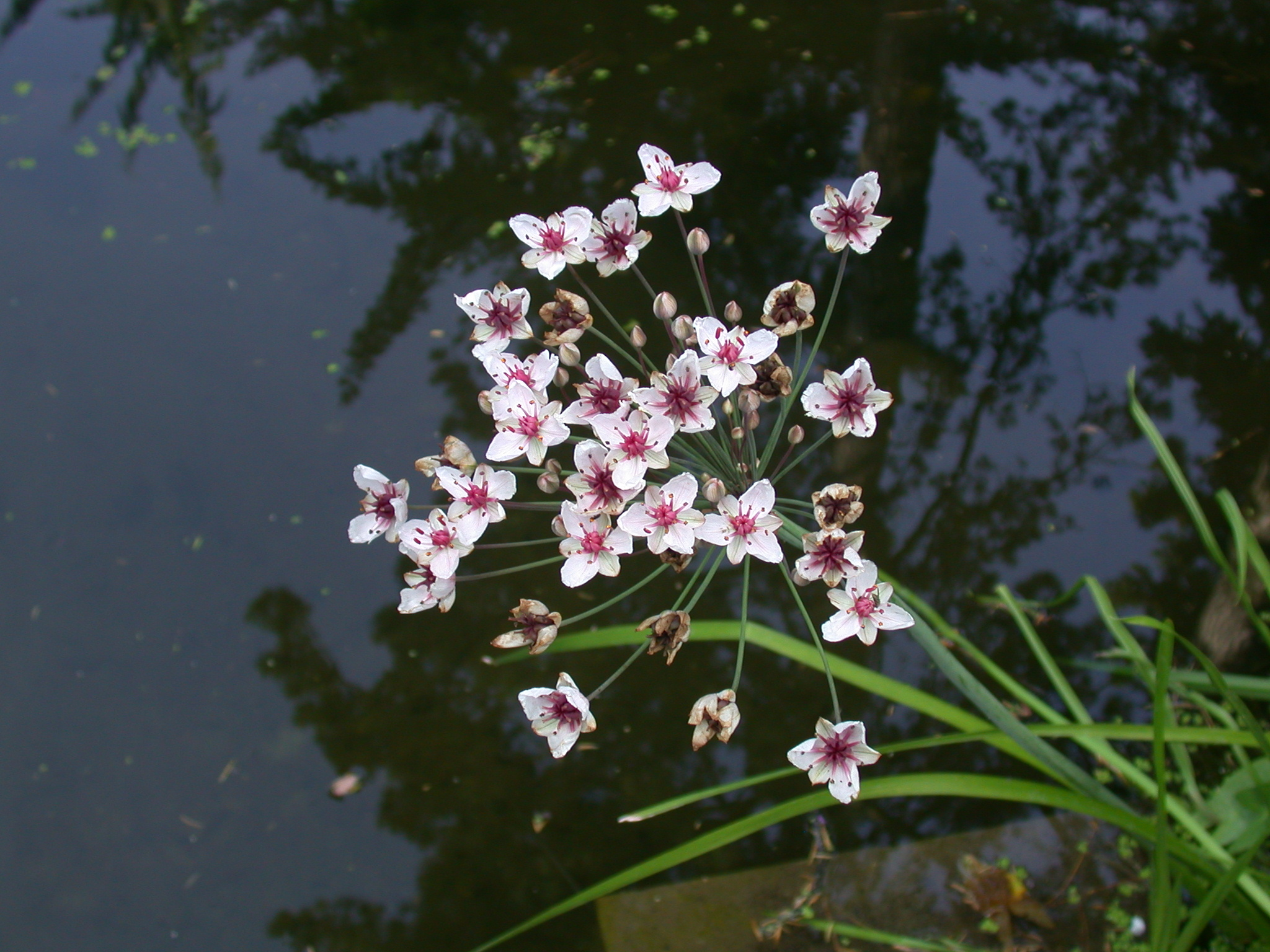
Fleurs de Jonc fleuri.
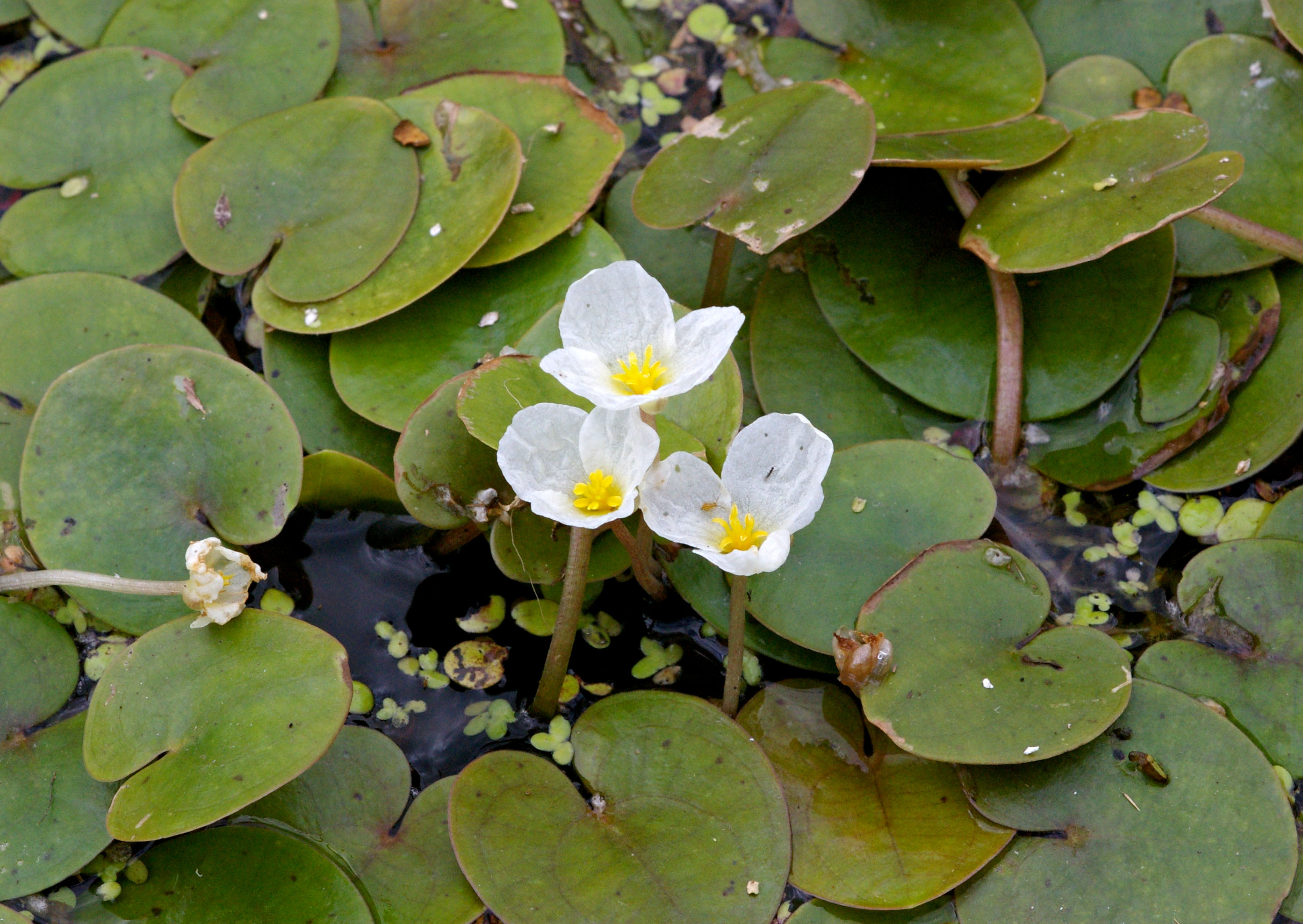
Fleurs de Morène.
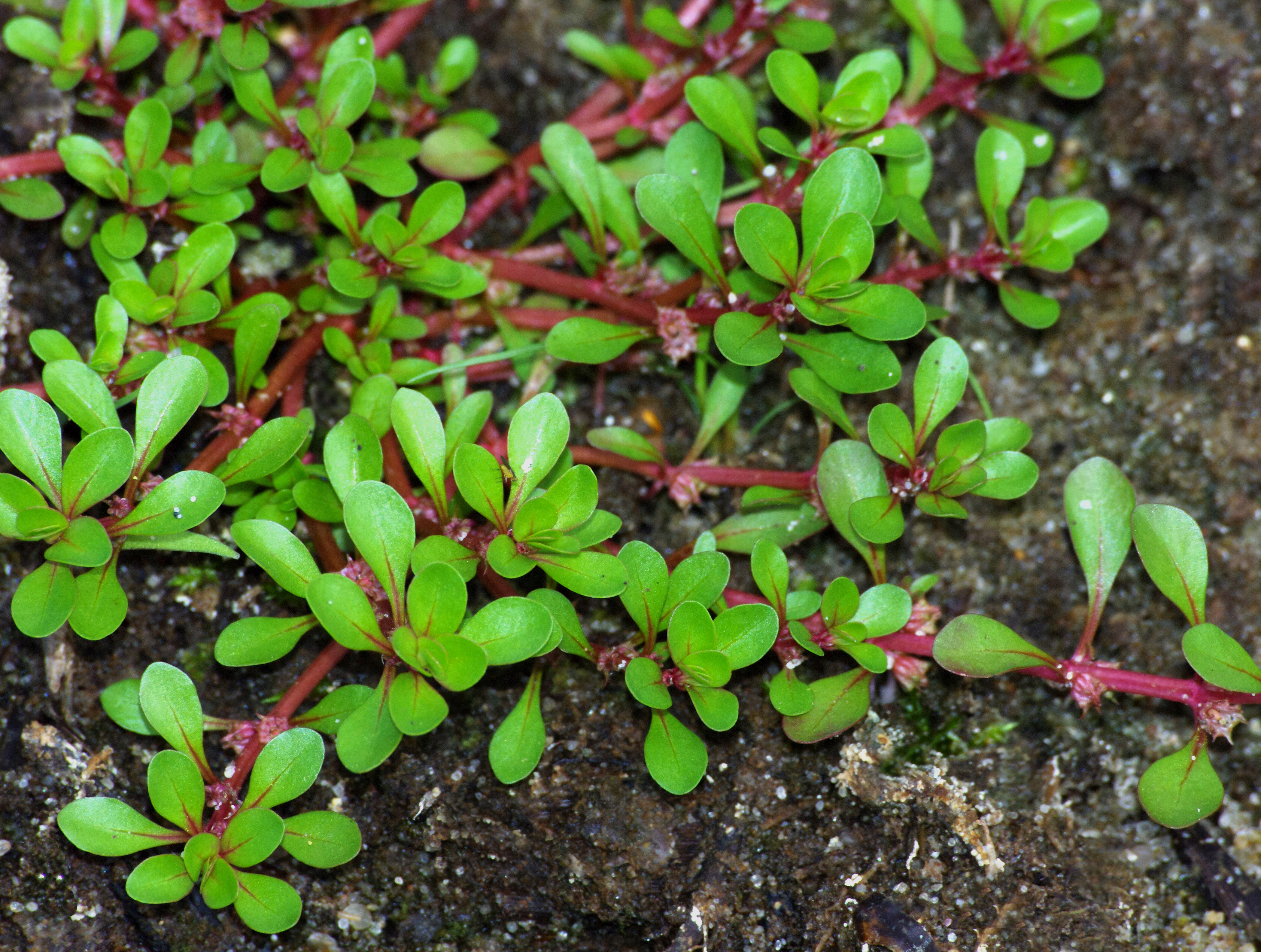
Salicaire pourpier.
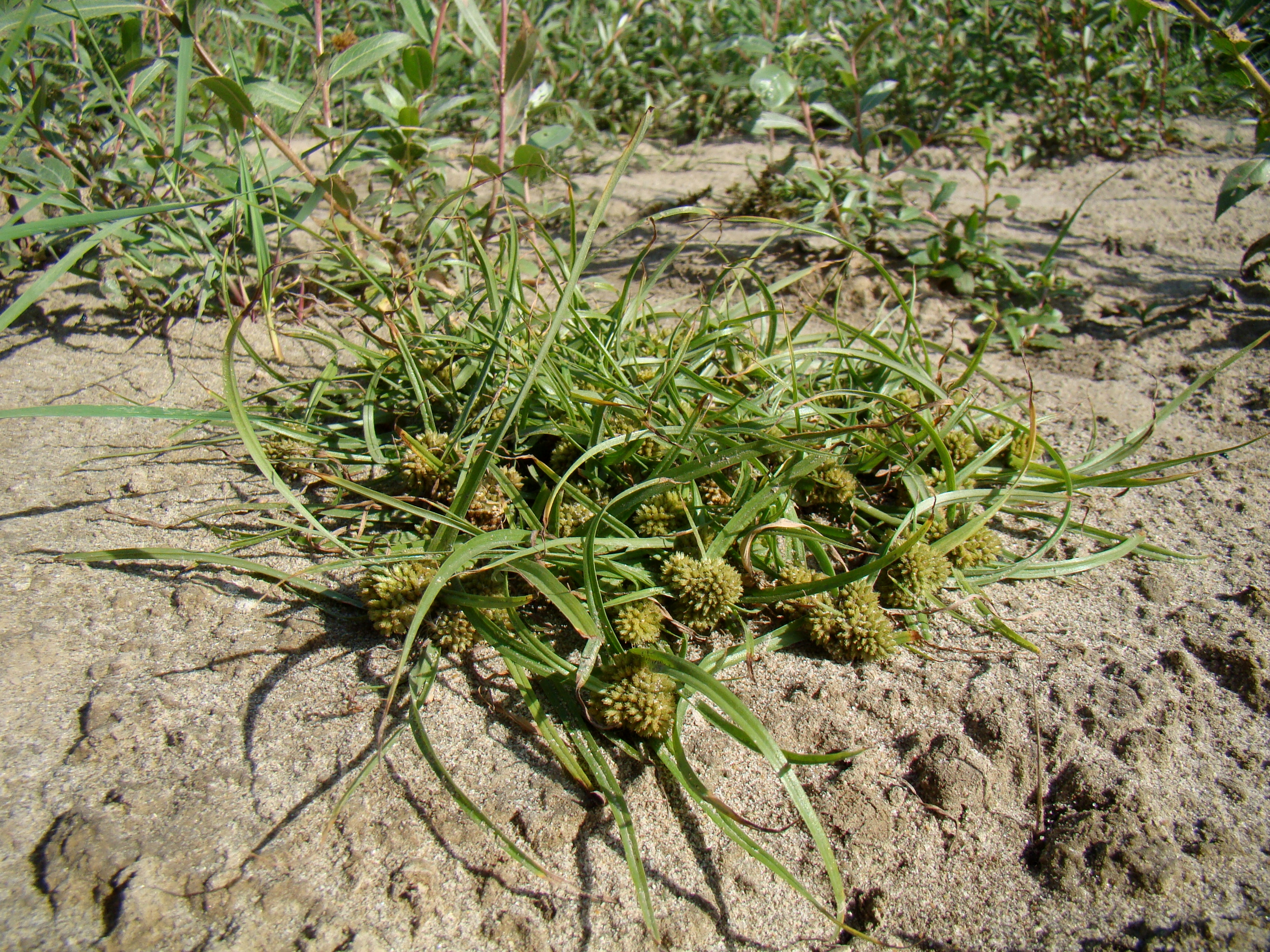
Souchet de Michel.
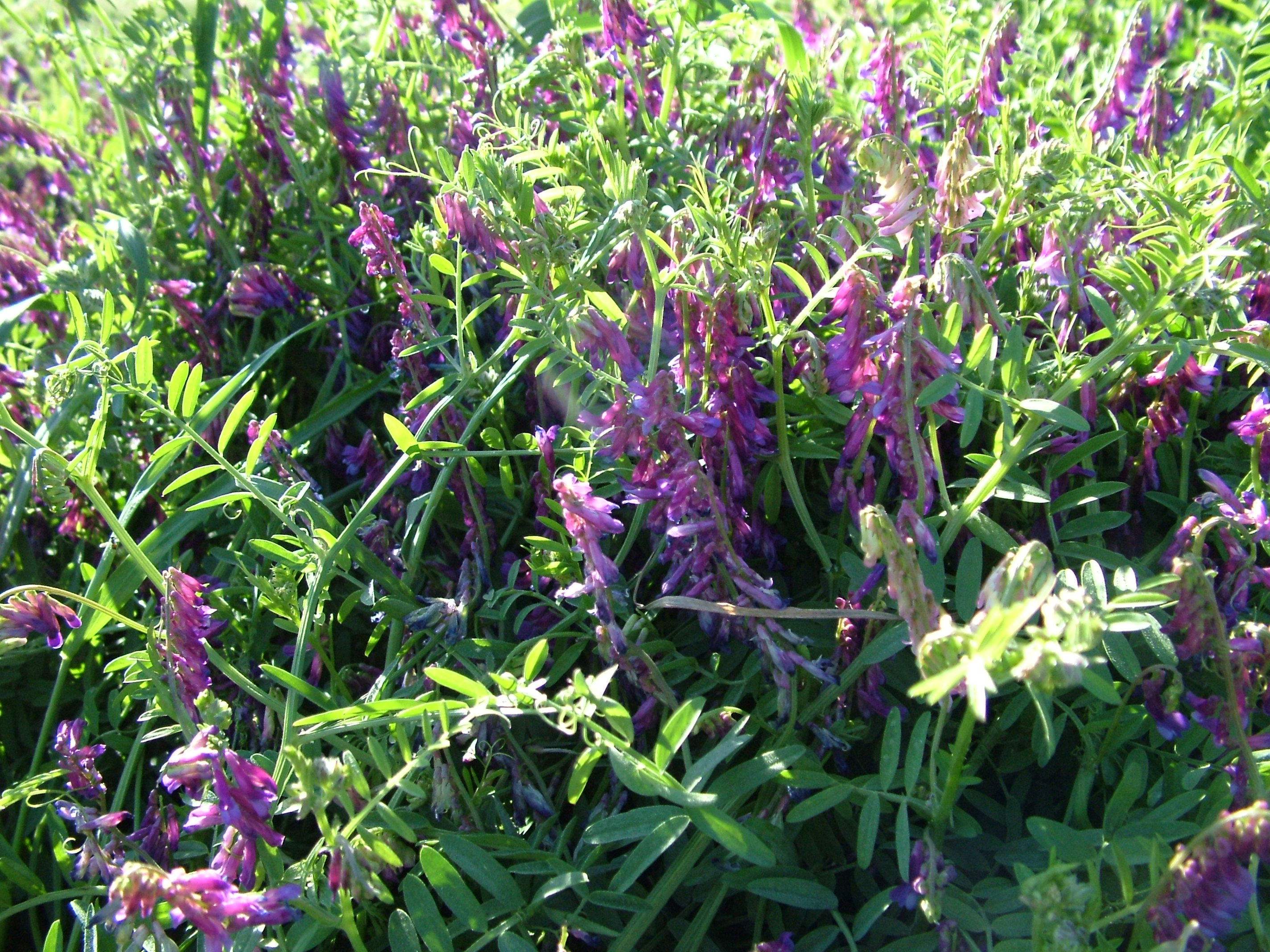
Vesce velue.

### Autres espèces végétales
Deux autres espèces végétales non déterminantes y ont été répertoriées entre 2004 et 2007 : la Laîche paniculée (Carex paniculata) et l'Orpin reprise (Hylotelephium telephium subsp. fabaria).

### Protection de la flore
Deux espèces végétales de la ZNIEFF, le Flûteau nageant et la Lindernie rampante, sont protégées au titre de la Directive habitats de l'Union européenne et donc sur l'ensemble du territoire français métropolitain, ainsi que la Pulicaire commune.

## Espaces connexes

### Natura 2000
Le site Natura 2000 « vallée de la Dordogne quercynoise » concerne seulement le département du Lot sur les vingt mêmes communes que celles de la ZNIEFF « la Dordogne quercynoise », ; son territoire s'étend sur 5 567 hectares, soit environ deux fois et demi celui de la superficie de la ZNIEFF « La Dordogne quercynoise ».
Quatorze espèces animales et une espèce végétale inscrites à l'annexe II de la directive 92/43/CEE de l'Union européenne y ont été répertoriées.

### ZNIEFF
La ZNIEFF « La Dordogne quercynoise » est comprise dans la ZNIEFF de type II « Vallée de la Dordogne quercynoise », quatre fois plus étendue et comprenant quatre communes supplémentaires du Lot : Baladou, Calès, Loubressac et Loupiac,.
De nombreuses espèces déterminantes y ont été recensées : 83 animales et 80 végétales.